# آیینیگ
آیینیگ (پارسی میانه: ayēnīg) یا نویدبد (پارتی: niwēδbed) یکی از مناصب ایران در زمان ساسانیان و رئیس تشریفات بود. در سنگ‌نوشته شاپور یکم بر کعبه زرتشت ذکر شده است که در آن زمان شخصی به نام زیگ صاحب این مقام بود. در سنگ‌نوشته ابنون نیز از ابنون به عنوان صاحب این منصب یاد شده است.